# Northrop Grumman
De Northrop Grumman Corporation is een groot Amerikaans defensie-, luchtvaart- en ruimtevaartbedrijf. De aandelen staan genoteerd aan de New York Stock Exchange en maakt deel uit van de beursindex S&P 500.

## Activiteiten
Northrop Grumman was in 2020 het op drie na grootste defensiebedrijf ter wereld, met een omzet in die sector van ruim US$ 31 miljard. Alleen Lockheed Martin, Raytheon Technologies en Boeing waren groter. De Amerikaanse overheid is de grootste klant van het bedrijf en vertegenwoordigt ruim 80% van de totale omzet. Het bedrijf geeft jaarlijks US$ 3 miljard uit aan onderzoek en ontwikkeling.
Het bedrijf produceert militaire vliegtuigen voor de Amerikaanse luchtmacht en de luchtmachten van andere landen, waaronder de E-2 Hawkeye (een AEW-vliegtuig), de strategische bommenwerpers B-2 Spirit en B-21 Raider, en het supersonische lesvliegtuig T-38 Talon. Het produceert tevens onderdelen voor vliegtuigen van andere bedrijven, zoals de F/A-18 Hornet en EA-18G Growler.
Northrop Grumman produceert ook onbemande luchtvaartuigen (drones), radarsystemen (waaronder de AWACS) en een reeks andere producten voor de defensie-industrie. Het is tevens een van de grootste IT-dienstverleners van de Amerikaanse overheid.
Dochterbedrijf Scaled Composites ontwikkelde in opdracht van Virgin Galactic een ruimtevliegtuig voor ruimtetoerisme, de SpaceShipTwo.  Northrop Grumman Sperry Marine produceert scheepsnavigatiesystemen, waaronder automatische pilootsystemen en gyrokompassen. Dochteronderneming Vinnell geeft militaire training en ondersteuning. In 2003 kreeg Vinnell de opdracht van de Amerikaanse overheid om de training te verzorgen van het nieuwe leger van Irak.

### Resultaten
Hieronder een overzicht van de belangrijke financiële resultaten vanaf 2014. De extreem hoge winst in 2021 was mede het gevolg van de verkoop van de informatietechnologie activiteiten die een boekwinst opleverden van US$ 2 miljard vóór belastingen. De lagere nettowinst in 2023 was een gevolg van een extra afschrijving van US$ 1,6 miljard op de waarde van de B-21 bouwcontracten.
| Jaar | Omzet           | Bedrijfs- resultaat | Netto- resultaat | Order- portefeuille | Werknemers |
| Jaar | (× US$ miljoen) | (× US$ miljoen)     | (× US$ miljoen)  | (× US$ miljoen)     | Werknemers |
| ---- | --------------- | ------------------- | ---------------- | ------------------- | ---------- |
| 2014 | 23.979          | 3196                |                  |                     | 64.300     |
| 2015 | 23.526          | 3076                | 729              | 35.923              | 65.000     |
| 2016 | 24.508          | 3193                | 2200             | 45.339              | 67.000     |
| 2017 | 25.803          | 3299                | 2015             | 42.878              | 70.000     |
| 2018 | 30.095          | 3780                | 3229             | 53.500              | 85.000     |
| 2019 | 33.841          | 3969                | 2248             | 64.840              | 90.000     |
| 2020 | 36.799          | 4065                | 3189             | 81.000              | 97.000     |
| 2021 | 35.667          | 5651                | 7005             | 76.000              | 88.000     |
| 2022 | 36.602          | 3601                | 4896             | 78.700              | 95.000     |
| 2023 | 39.290          | 2537                | 2056             | 84.200              | 101.000    |
| 2024 | 41.033          | 4370                | 4174             | 91.500              | 97.000     |

## Geschiedenis
Northrop Grumman ontstond op 18 mei 1994 door de fusie van twee luchtvaartbedrijven, Northrop (gevestigd in 1939) en Grumman (gevestigd in 1929). In augustus 1994 kocht het bedrijf de resterende aandelen Vought Aircraft Company voor US$ 130 miljoen. In 1992 had Northrop al 49% van de aandelen Vought in handen gekregen. In 1995, het eerste jaar dat de twee bedrijven voor een volledig jaar samen waren, realiseerde Northrop Grumman een omzet van US$ 6,8 miljard, waarvan 85% afkomstig van de Amerikaanse overheid, en een nettowinst van US$ 252 miljoen. Op 31 december 1995 telde het 37.300 medewerkers.
In 1996 werd de radardivisie van Westinghouse overgenomen. De overnames van defensie- en scheepsbouwbedrijf Litton Industries en scheepsbouwbedrijf Newport News Shipbuilding volgden in 2001. De ruimtevaartdivisie van TRW werd in 2002 overgenomen en ruimtevliegtuigbouwer Scaled Composites werd in 2007 aangekocht.
De scheepsbouwactiviteiten werden in 2008 samengevoegd tot Northrop Grumman Shipbuilding. Deze divisie werd in 2011 afgesplitst tot een apart bedrijf, Huntington Ingalls Industries, dat tevens aan de NYSE genoteerd is.
Het hoofdkantoor van Northrop Grumman werd in 2010 verplaatst van Los Angeles naar Falls Church, nabij Washington D.C., om zo dichter bij de Amerikaanse federale overheid te zijn, de belangrijkste klant van Northrop Grumman.
In 2017 kondigde Northrop Grumman de overname aan van het ruimtevaart- en defensiebedrijf Orbital ATK voor US$ 9,2 miljard. Orbital is fabrikant van draagraketten, hulpmotoren voor draagraketten, aandrijfsystemen voor intercontinentale ballistische raketten en precisiegeleide wapens en munitie. Ook bouwt Orbital de onbemande Cygnus-ruimtevaartuigen en is het een van de grootste producenten van satellieten. Het bedrijf telt ongeveer 13.500 medewerkers en behaalde in 2016 een jaaromzet van US$ 4,5 miljard. Op 6 juni 2018 was de overname een feit en werd Orbital ATK tijdelijk hernoemd tot Northrop Grumman Innovation Systems. Dit bedrijfsonderdeel werd bij een reorganisatie per 2020 verdeeld over de vier resterende divisies.
Begin 2018 was Northrop Grumman in het nieuws omdat een door hun geproduceerde geheime defensiesatelliet verloren zou zijn gegaan. De satelliet, genaamd Zuma, was met een Falcon 9 van SpaceX gelanceerd maar zou niet zijn losgekomen van de raket. Northrop had wegens het geheime karakter zelf de satelliet-adapter die de ontkoppeling moest uitvoeren geleverd. Door het geheime karakter is de (waarschijnlijke) mislukking echter nooit officieel bekendgemaakt.
Vanaf 1 januari 2020 werden de activiteiten herschikt. De reorganisatie werd al verwacht omdat na de overname van Orbital ATK verschillende soortgelijke afdelingen niet in dezelfde divisies zaten. Na de herschikking zijn de vier divisies:
- Aeronautics Systems (luchtvaartdivisie)
- Defence Systems (defensiedivisie)
- Space Systems (ruimtevaartdivisie)
- Mission Systems (software en cyberveiligheid)

In oktober 2015 werd Northrop Grumman aangewezen als de leverancier van de nieuwe Long-Range Strike Bomber (LRSB of B-21) voor de Amerikaanse luchtmacht. De stealthbommenwerpers gaan zo’n US$ 564 miljoen per stuk kosten. Northrop gaat 100 toestellen leveren en inclusief onderdelen heeft de order een totale waarde van US$ 80 miljard. De eerste B-21-bommenwerpers worden rond 2025 verwacht en gaan de verouderde B-52- en B-1-bommenwerpers vervangen.

## Afbeeldingen

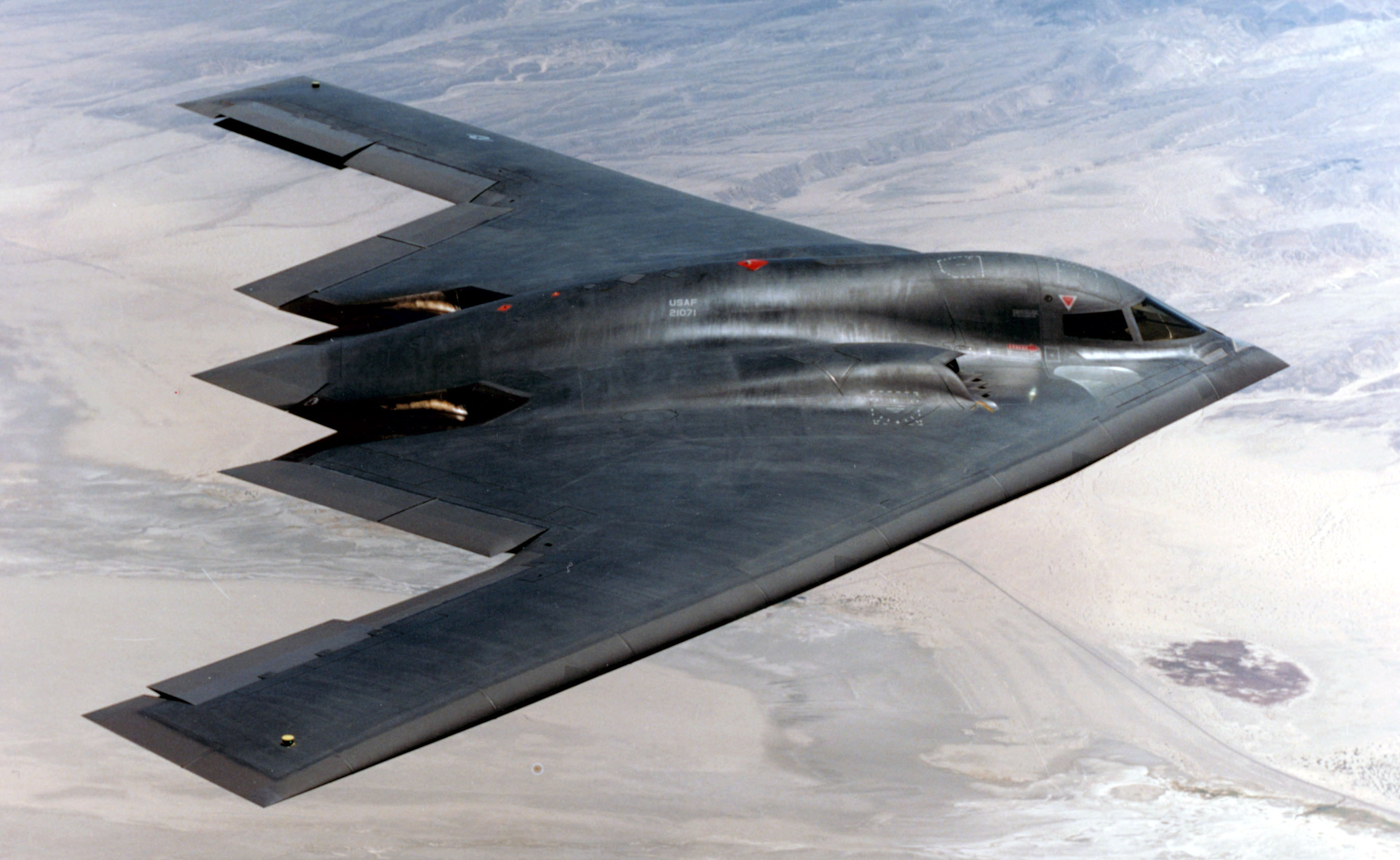
De strategische bommenwerper B-2 Spirit
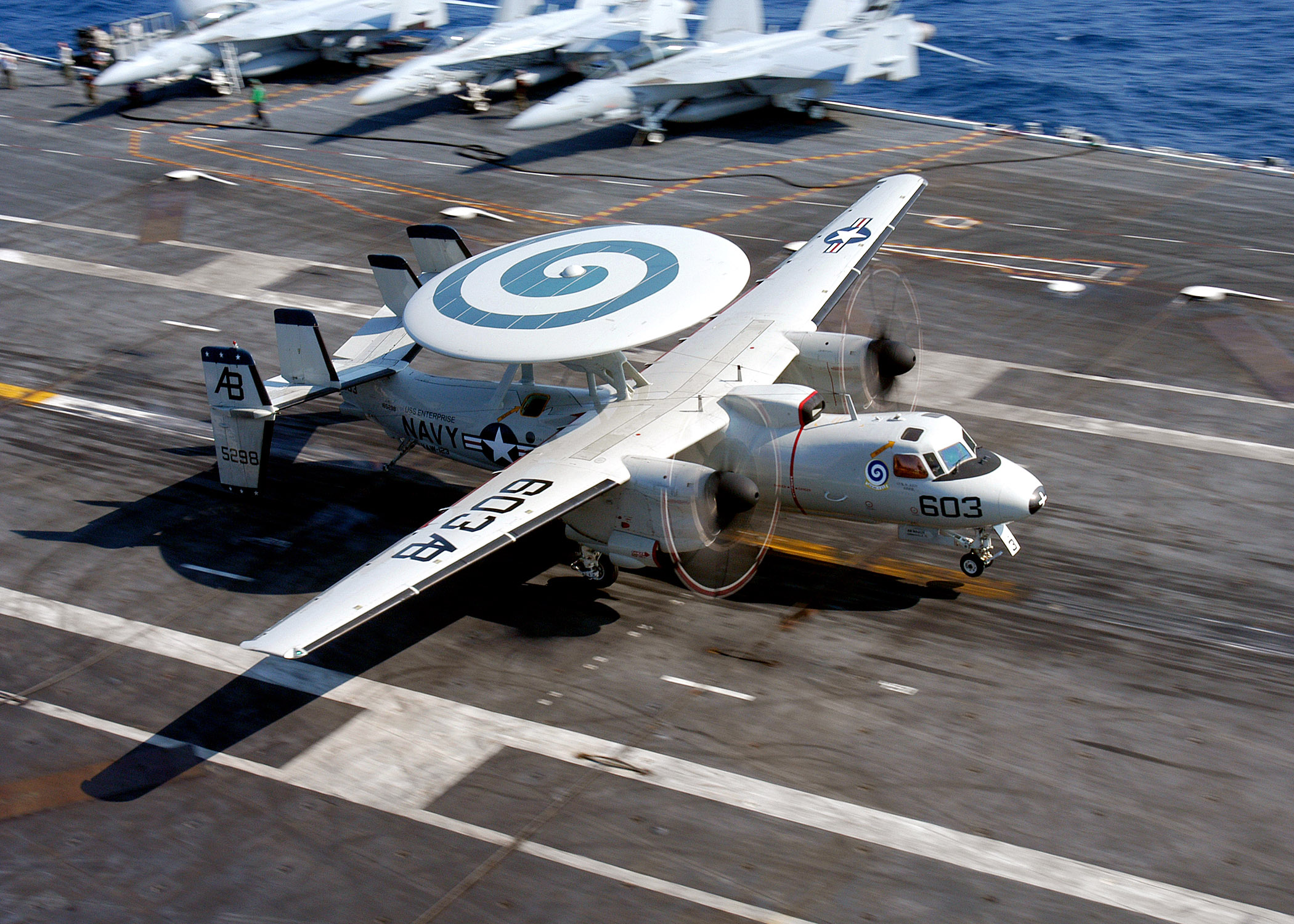
AWACS-vliegtuig E-2 Hawkeye
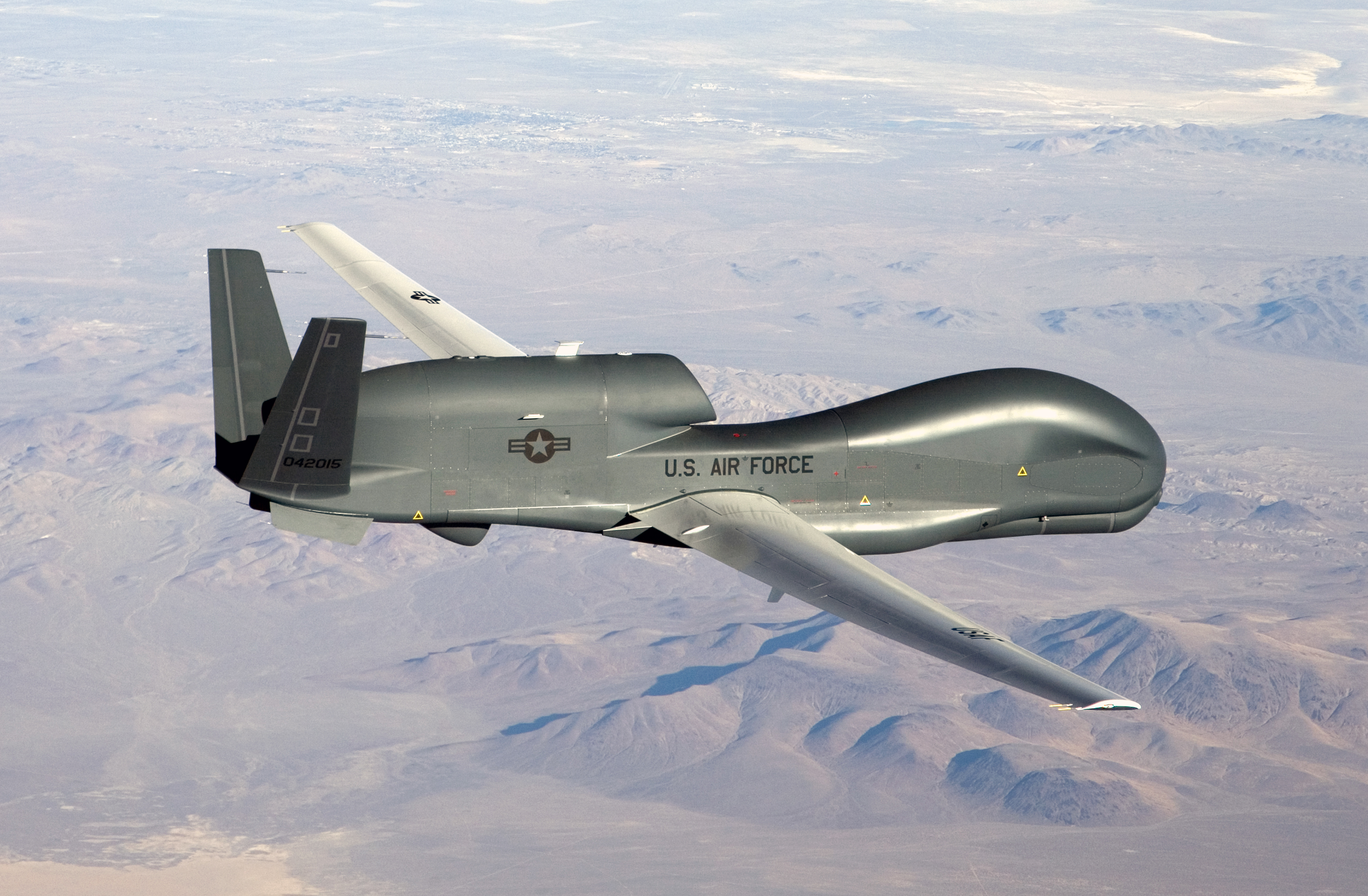
De drone RQ-4 Global Hawk
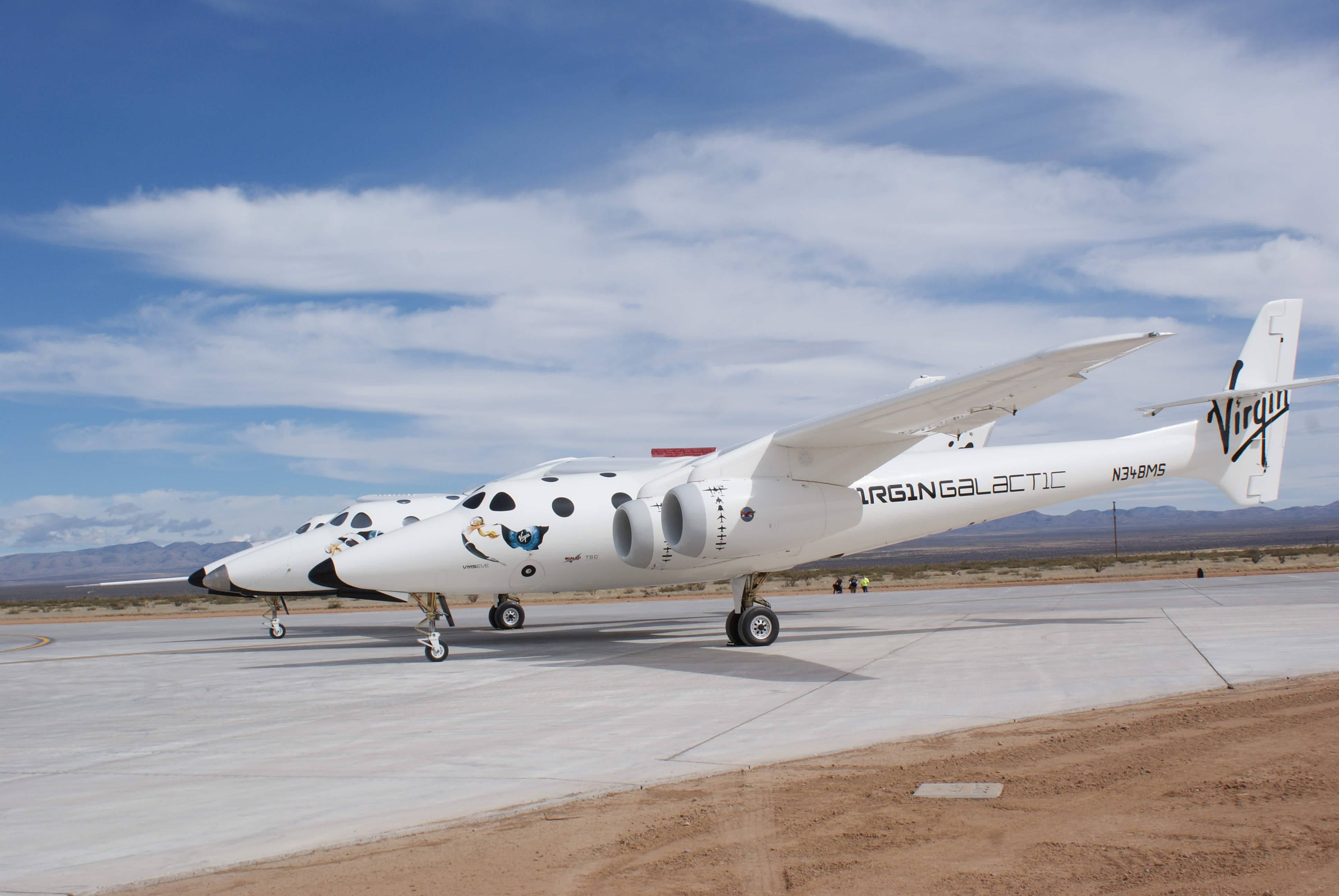
Het ruimtevliegtuig SpaceShipTwo
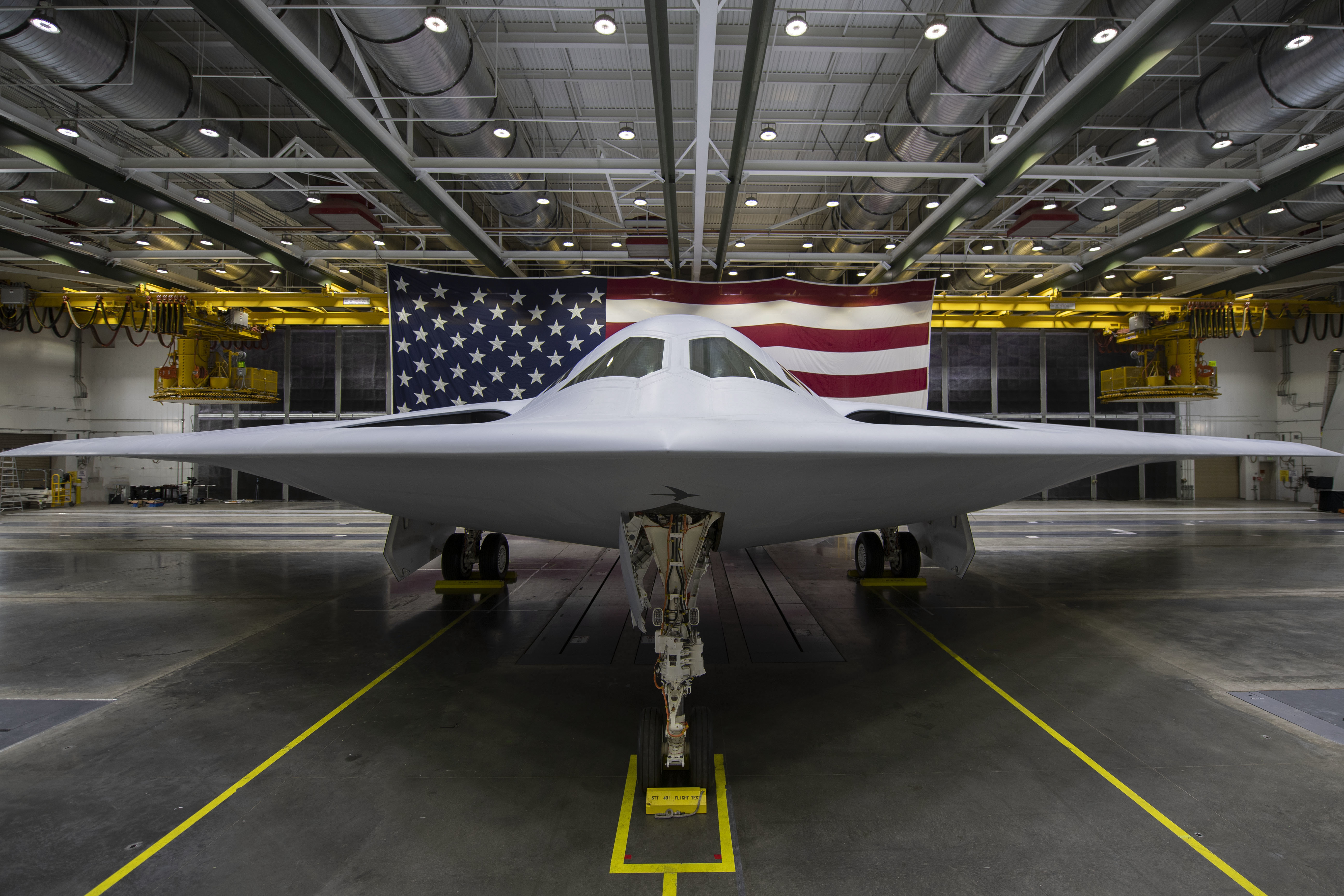
De strategische bommenwerper B-21 Raider